# Contea di Asotin
La contea di Asotin (in inglese Asotin County) è una contea dello Stato di Washington, negli Stati Uniti. La popolazione al censimento del 2000 era di 20 551 abitanti. Il capoluogo di contea è Asotin.

## Geografia
La contea si trova nell'estremo sud-est dello Stato, al confine con gli Stati di Oregon e Idaho. La contea si colloca nella regione di Palouse nel mezzo del Bacino del Columbia. Nel centro-nord il terreno è fertile, mentre più a sud si fa più aspro e ci sono diversi torrenti.; nel sud-ovest si trovano le Blue Mountains.
Nella contea si trova parte della foresta nazionale di Umatilla.

### Contee confinanti
- Contea di Whitman - nord
- Contea di Nez Perce (Idaho) - est
- Contea di Wallowa (Oregon) - sud
- Contea di Garfield - ovest

## Storia
Prima dell'arrivo dei coloni, l'area era abitata dai nativi Nimiipuu. La contea fu creata nel 1883. Il nome della contea deriva dalla lingua nimipuutímt, traducibile come "torrente delle anguille", vista la presenza di questi animali nelle acque del vicino fiume Snake.

## Comuni

### Cities
- Asotin (capoluogo)
- Clarkston

### Census-designated places
- Clarkston Heights-Vineland
- West Clarkston-Highland